# Parque Eduardo Frei Montalva
El Parque Eduardo Frei Montalva es un parque urbano inaugurado en 2015 en la comuna chilena de La Florida, en el sector suroriente de Santiago. Su odónimo se debe al político democristiano, Eduardo Frei Montalva, quien fuera presidente de Chile entre 1964 a 1970.   

## Historia
El terreno destinado al parque originalmente era un área desocupada que paulatinamente fue presentando condiciones insalubres debido a la acumulación de basura y escombros. Como solución a esta problemática, en una primera fase, se llevó a cabo una limpieza exhaustiva y se pavimentó el espacio para habilitarlo como un lugar para una feria libre. La primera etapa del parque fue inaugurada en septiembre de 2015 por el alcalde de la comuna, Rodolfo Carter, en presencia de miembros de la familia Frei, entre los que se cuentan su hijo, Eduardo Frei Ruiz-Tagle, también expresidente junto su esposa y ex Primera Dama, Marta Larraechea, en compañía de otras autoridades, como la Ministra del Trabajo, Ximena Rincón.

## Componentes

### Generalidades
En sus 18 mil metros cuadrados, el parque público fue ideado como un pulmón verde para la comuna, brindando un espacio público con vegetación para mitigar la contaminación atmosférica de la ciudad, además de ofrecer espacios de recreación para los habitantes del sector. Cuenta con ciclovías, parques infantiles, zonas de ejercicios para adultos. Una escultura del expresidente es el elemento decorativo central del parque.

### Plaza Inteligente
En diciembre de 2021 y como parte de una alianza público-privada entre el municipio de La Florida, la Universidad de Santiago de Chile, el Ministerio de Transportes y Telecomunicaciones, Enel Chile y WOM, fue inaugurada dentro del parque la primera "plaza inteligente" de América Latina, un espacio pensando dentro del concepto de ciudad inteligente, que ofrece a sus usuarios conexión gratuita mediante Wi-Fi a Internet 5G para la telefonía móvil, una estación de carga para automóviles eléctricos, cámaras de vigilancia con un sistema video analítica de datos obtenidos del tráfico vehicular, la humedad y temperatura del ambiente, el consumo eléctrico e hídrico de la plaza, entre otros.